# فرشته ظالم
فرشتهٔ ظالم (عربی مصری: الملاك الظالم) فیلمی در ژانر درام به کارگردانی حسن الامام است که در سال ۱۹۵۴ منتشر شد. از بازیگران آن می‌توان به فاتن حمامه، کمال الشناوی، سراج منیر، محمود الملیجی، و هند رستم اشاره کرد.